# Markus Aspelmeyer
Markus Aspelmeyer (Schongau, 1974) es un físico cuántico austriaco.

## Biografía
Nació en 1974 en Schongau, Alemania, donde asistió a la escuela local y recibió su abitur en 1993.
Estudió física y filosofía en la Universidad de Múnich, donde obtuvo su licenciatura en filosofía y su doctorado en física en 2002. Se unió al grupo de Anton Zeilinger en la Universidad de Viena en 2002 con una beca postdoctoral Feodor Lynen de la Fundación Alexander von Humboldt. Se convirtió en asistente universitario en la universidad y luego en investigador junior y luego senior en el Instituto de Óptica Cuántica e Información Cuántica (IQOQI) de la Academia de Ciencias de Austria, donde dirige un equipo de investigación que trabaja sobre los efectos cuánticos en sistemas micro y nanomecánicos. Sus intereses de investigación son el entrelazamiento cuántico y la óptica cuántica.
Recibió el Premio Lieben en 2007 y una Beca para Investigador Independiente Inicial del ERC en 2009. Le ofrecieron cátedras en la Universidad de Oxford, la Universidad de Calgary y la Universidad de Viena y actualmente ocupa la cátedra de Información Cuántica a Nanoescala en la Universidad de Viena. Por su trabajo en óptica cuántica, información cuántica y optomecánica cuántica ha recibido el Premio Fresnel de la Sociedad Europea de Física, el Premio Ignaz Lieben de la Academia de Ciencias de Austria y el Premio Fritz-Kohlrausch de la Sociedad de Física de Austria. Junto con Garrett Cole, socio cofundador de Crystalline Mirror Solutions (CMS), recibió en 2016 el segundo premio del Berthold Leibinger Innovationspreis por el desarrollo de recubrimientos cristalinos transferidos por sustrato.